# Маша и Медведь
«Ма́ша и Медве́дь» — российский мультипликационный сериал, созданный анимационной студией «Анимаккорд», ориентированный на общую аудиторию. Показ начался 7 января 2009 года. Мультфильм создан при помощи трёхмерной графики.
Транслируется на телевизионных каналах «Карусель», «Мульт», «Суббота» и других.
В 2011 году вышел первый спин-офф под названием «Машины сказки», состоящий из 26 серий по мотивам русских народных и других сказок. В 2014 году вышел второй спин-офф под названием «Машкины страшилки». 31 мая 2019 года стартовал спин-офф под названием «Машины песенки».
30 июля 2020 года стартовал 5 сезон в разрешении 4K.
16 июня 2021 года представители студии «Анимаккорд» заявили о намерении выпустить до 2025 года полнометражный анимационный фильм о приключениях Маши и Медведя.
9 ноября 2022 года было объявлено, что впервые увидеть Машу и Медведя на больших экранах можно будет с 15 декабря. Кинотеатральный проект студии «Анимаккорд» получил название «Маша и Медведь: 12 месяцев».

## Сюжет
| Сезон | Серии | Серии | Даты показа     | Даты показа      | Даты показа                                           |
| Сезон | Серии | Серии | Первая серия    | Последняя серия  | Канал                                                 |
| ----- | ----- | ----- | --------------- | ---------------- | ----------------------------------------------------- |
| 1     | 26    | 26    | 7 января 2009   | 22 августа 2012  | Россия-1 / Культура (Спокойной ночи, малыши!) YouTube |
| 2     | 26    | 26    | 1 октября 2012  | 2 сентября 2015  | Россия-1 / Культура (Спокойной ночи, малыши!) YouTube |
| 3     | 26    | 26    | 28 ноября 2015  | 26 апреля 2019   | YouTube                                               |
| 4     | 13    | 13    | 31 мая 2019     | 23 июля 2020     | YouTube                                               |
| 5     | 26    | 26    | 30 июля 2020    | 22 сентября 2022 | YouTube                                               |
| 6     | 26    | 26    | 15 декабря 2022 | 12 декабря 2024  | YouTube                                               |
| 7     | TBA   | TBA   | 7 сентября 2023 | TBA              | YouTube                                               |

Девочка Маша случайно оказывается в доме Медведя, живущего неподалёку от её дома, и устраивает там беспорядок. Медведь, находясь в ужасе от учинённого беспорядка и поведения незваной гостьи, пытается избавиться от неё, оставив её в лесу. С наступлением ночи он начинает переживать за Машу и отправляется в лес, чтобы найти её, но, не найдя, возвращается к себе домой и застаёт её там. С этих пор Маша и Медведь — неразлучные друзья. Маша часто приходит к Медведю в гости и постоянно шалит и устраивает беспорядок, а Медведь старается её воспитывать.
С третьего сезона Маша подрастает и становится ответственнее. Теперь она реже бывает у Медведя, проводя больше времени у себя дома. На этот раз жители леса стали чаще попадать в разные переделки, а Маша помогает им выпутываться из них.
В четвёртом сезоне Маша путешествует по разным странам и поёт песни на мотив известных национальных мелодий каждой из стран. Маршрут пройдёт через Италию, Германию, Францию, Англию, Японию, Бразилию и другие страны.
В пятом сезоне Маша стала более энергичной и часто доставляет хлопоты Медведю. Как и всегда, они вместе находят общий язык.

## Персонажи

### В главных ролях
| Персонаж            | Озвучивает                 | Маша и Медведь  | Маша и Медведь  | Маша и Медведь  | Маша и Медведь  | Маша и Медведь  | Маша и Медведь  | Маша и Медведь  | Машины сказки   | Машины сказки   | Машкины страшилки | Футбольный выпуск | Песенки для малышей | Анимашки        | 12 месяцев      | Скажите «Ой»    | Парк чудес      |
| Персонаж            | Озвучивает                 | 1               | 2               | 3               | 4               | 5               | 6               | 7               | 1               | 2               | Машкины страшилки | Футбольный выпуск | Песенки для малышей | Анимашки        | 12 месяцев      | Скажите «Ой»    | Парк чудес      |
| ------------------- | -------------------------- | --------------- | --------------- | --------------- | --------------- | --------------- | --------------- | --------------- | --------------- | --------------- | ----------------- | ----------------- | ------------------- | --------------- | --------------- | --------------- | --------------- |
| Маша                | Алина Кукушкина            | Пост.           | Пост.           | Does not appear | Does not appear | Does not appear | Does not appear | Г               | Пост.           | Does not appear | Does not appear   | Пост.             | Does not appear     | Does not appear | Does not appear | Does not appear | Does not appear |
| Маша                | Варвара Саранцева          | Does not appear | Does not appear | Пост.           | Does not appear | Does not appear | Does not appear | Does not appear | Does not appear | Does not appear | Does not appear   | Пост.             | Пост.               | Does not appear | Does not appear | Does not appear | Does not appear |
| Маша                | Анастасия Радик            | Does not appear | Does not appear | Does not appear | Пост.           | Does not appear | Does not appear | Does not appear | Does not appear | Does not appear | Does not appear   | Does not appear   | Does not appear     | Does not appear | Does not appear | Does not appear | Does not appear |
| Маша                | Юлия Зуникова              | Does not appear | Does not appear | Does not appear | Does not appear | Постоянно       | Постоянно       | Постоянно       | Does not appear | Пост.           | Does not appear   | Does not appear   | Пост.               | Пост.           | Главная роль    | Главная роль    | Главная роль    |
| Маша                | Мария Красноусова          | Does not appear | Does not appear | Does not appear | Does not appear | Does not appear | Does not appear | Пост.           | Does not appear | Does not appear | Does not appear   | Does not appear   | Does not appear     | Does not appear | Does not appear | Does not appear | Does not appear |
| Медведь             | Борис Кутневич             | Постоянно       | Постоянно       | Постоянно       | Постоянно       | Постоянно       | Постоянно       | Постоянно       | Постоянно       | Постоянно       | Постоянно         | Постоянно         | Постоянно           | Постоянно       | Главная роль    | Главная роль    | Главная роль    |
| Медведь             | Эдуард Назаров             | Г               | Does not appear | Does not appear | Does not appear | Does not appear | Does not appear | Does not appear | Does not appear | Does not appear | Does not appear   | Does not appear   | Does not appear     | Does not appear | Does not appear | Does not appear | Does not appear |
| Медведь             | Денис Некрасов             | Does not appear | Does not appear | Does not appear | Does not appear | Does not appear | Does not appear | Пост.           | Does not appear | Does not appear | Does not appear   | Does not appear   | Does not appear     | Does not appear | Does not appear | Does not appear | Does not appear |
| Медведь             | Прохор Чеховской           | Does not appear | Does not appear | Does not appear | Does not appear | Does not appear | Does not appear | Пост.           | Does not appear | Does not appear | Does not appear   | Does not appear   | Does not appear     | Does not appear | Does not appear | Does not appear | Does not appear |
| Свинья «Розочка»    | Екатерина Кутневич-старшая | Постоянно       | Постоянно       | Постоянно       | Постоянно       | Постоянно       | Постоянно       | Постоянно       | Does not appear | Does not appear | Does not appear   | Does not appear   | Does not appear     | Does not appear | Г               | Does not appear | Does not appear |
| Зайка               | Марк Кутневич              | Постоянно       | Постоянно       | Постоянно       | Постоянно       | Постоянно       | Постоянно       | Постоянно       | Does not appear | Does not appear | Does not appear   | Does not appear   | Does not appear     | Does not appear | Г               | Does not appear | Does not appear |
| Зайка               | Денис Некрасов             | Does not appear | Does not appear | Does not appear | Does not appear | Does not appear | Does not appear | Пост.           | Does not appear | Does not appear | Does not appear   | Does not appear   | Does not appear     | Does not appear | Does not appear | Does not appear | Г               |
| Медведица           | Ирина Кукушкина            | Постоянно       | Постоянно       | Постоянно       | Постоянно       | Постоянно       | Does not appear | Does not appear | Does not appear | Does not appear | Does not appear   | Does not appear   | Does not appear     | Does not appear | Does not appear | Does not appear | Does not appear |
| Медведица           | Екатерина Кутневич-старшая | Does not appear | Does not appear | Does not appear | Does not appear | Does not appear | Пост.           | Пост.           | Does not appear | Does not appear | Does not appear   | Does not appear   | Does not appear     | Does not appear | Г               | Does not appear | Does not appear |
| Волки               | Борис Кутневич             | Постоянно       | Постоянно       | Постоянно       | Постоянно       | Постоянно       | Постоянно       | Does not appear | Does not appear | Does not appear | Does not appear   | Does not appear   | Does not appear     | Does not appear | Г               | Does not appear | Does not appear |
| Волки               | Денис Некрасов             | Does not appear | Does not appear | Does not appear | Does not appear | Does not appear | Does not appear | Пост.           | Does not appear | Does not appear | Does not appear   | Does not appear   | Does not appear     | Does not appear | Does not appear | Does not appear | Does not appear |
| Волки               | Прохор Чеховской           | Does not appear | Does not appear | Does not appear | Does not appear | Does not appear | Does not appear | Пост.           | Does not appear | Does not appear | Does not appear   | Does not appear   | Does not appear     | Does not appear | Does not appear | Does not appear | Does not appear |
| Гималайский Медведь | Борис Кутневич             | Постоянно       | Постоянно       | Постоянно       | Постоянно       | Постоянно       | Постоянно       | Does not appear | Does not appear | Does not appear | Does not appear   | Does not appear   | Does not appear     | Does not appear | Does not appear | Does not appear | Does not appear |
| Гималайский Медведь | Денис Некрасов             | Does not appear | Does not appear | Does not appear | Does not appear | Does not appear | Does not appear | Пост.           | Does not appear | Does not appear | Does not appear   | Does not appear   | Does not appear     | Does not appear | Does not appear | Does not appear | Does not appear |
| Гималайский Медведь | Прохор Чеховской           | Does not appear | Does not appear | Does not appear | Does not appear | Does not appear | Does not appear | Пост.           | Does not appear | Does not appear | Does not appear   | Does not appear   | Does not appear     | Does not appear | Does not appear | Does not appear | Does not appear |
| Даша                | Алина Кукушкина            | Does not appear | Г               | Пер.            | Г               | Г               | Does not appear | Does not appear | Does not appear | Does not appear | Does not appear   | Does not appear   | Пер.                | Г               | Does not appear | Does not appear | Does not appear |
| Даша                | Валерия Шевченко           | Does not appear | Does not appear | Does not appear | Does not appear | Does not appear | Does not appear | Г               | Does not appear | Does not appear | Does not appear   | Does not appear   | Does not appear     | Does not appear | Does not appear | Does not appear | ГР              |
| Январь              | Артём Божутин              | Does not appear | Does not appear | Does not appear | Does not appear | Does not appear | Does not appear | Does not appear | Does not appear | Does not appear | Does not appear   | Does not appear   | Does not appear     | Does not appear | ГР              | Does not appear | Does not appear |
| Январь              | Максим Саранцев            | Does not appear | Does not appear | Does not appear | Does not appear | Does not appear | Does not appear | Г               | Does not appear | Does not appear | Does not appear   | Does not appear   | Does not appear     | Does not appear | Does not appear | Does not appear | Does not appear |
| Декабрь             | Лариса Брохман             | Does not appear | Does not appear | Does not appear | Does not appear | Does not appear | Does not appear | Г               | Does not appear | Does not appear | Does not appear   | Does not appear   | Does not appear     | Does not appear | ГР              | Does not appear | Does not appear |
| Малыш               | Тимофей Смирнов            | Does not appear | Does not appear | Does not appear | Does not appear | Does not appear | Does not appear | Does not appear | Does not appear | Does not appear | Does not appear   | Does not appear   | Does not appear     | Does not appear | Does not appear | Does not appear | ГР              |

### Маша
Маша — маленькая девочка с экстраверсивным характером — добрая, любопытная, весёлая, озорная, отзывчивая и непосредственная. Любит леденцы на палочке и прочие сладости, играть с наградами и кубками Медведя, играть с мячиком, прыгать в ведре, смотреть мультфильмы, задавать разные вопросы, рассказывать сказки, страшилки, петь песенки.

### Медведь
Медведь (Мишка) — в прошлом известный цирковой артист, за что имеет множество наград. Он бережно следит за каждым кубком и медалью, периодически начищая их до блеска. Живёт в лесу. Любит покой, тишину, уют, рыбалку, мёд и футбол. Имеет личное хозяйство — пасеку, цветочную клумбу и огород. Обладает многими человеческими навыками. Старается воспитывать Машу, однако постоянно страдает от её проделок. Не разговаривает на человеческом языке, но понимает его и общается с Машей с помощью жестов и рычания.

#### Основные персонажи
- Розочка — свинья. Живёт у Маши во дворе. Любимый объект для Машиных проделок. Любит загорать и слушать музыку. Творчески разносторонняя.
- Коза[12] — живёт у Маши во дворе. Любит что-нибудь пожевать. Играет на баяне.
- Собака — живёт в своей будке у Маши во дворе. Охраняет её дом. Любит погрызть косточку.
- Медведица — живёт в лесу по соседству. Интеллигентная и добродушная подруга Медведя, в которую он влюблён.
- Волки («Мальчики») — живут в лесу в автомобиле скорой помощи «УАЗ-452». Часто страдают от проделок Маши. Оказывают медицинскую помощь. Всегда голодные. Питаются мухами и бабочками, которых сами ловят, или, изредка, едой, украденной из холодильника Медведя.
- Заяц (Зайка) — друг Маши и Медведя. Любит играть с Машей в хоккей и часто ворует морковь в огороде у Медведя.
- Гималайский медведь — соперник Медведя. Решителен, физически развит, настоящий мачо. Любит качать мышцы, нагловат, но труслив. Он также влюблён в Медведицу.
- Даша — сестра Маши[13][14]. Девочка с интроверсивным характером. Спокойная, чистоплотная, бывает раздражённой. Противоположность Маши. Внешне похожа на неё. Отличается только серым цветом волос, которые сзади завязаны в две косички, голубым цветом глаз, а также Даша носит очки. С 3 сезона отличается повзрослевшим голосом. Появляется в сериях «Двое на одного», «До новых встреч!», «На круги своя», «Три машкетёра», «Вся жизнь — театр», «Однажды на диком западе», «Первая ласточка» и «Макароны по-флотски», «Идёт коза рогатая», в спин-оффах «Песенки для малышей» (серии «Паучок», «Барашек» и «1 2 3 4 5»)  и «Анимашки» ( серия «Кинотеатр»), а также в  фильме «Маша и Медведь в кино: Парк чудес».

#### Второстепенные персонажи
- Панда — племянник Медведя, друг Маши, хотя нередко ссорится с ней. Живёт в Китае. Часто приезжает к Медведю в гости. Встречается в сериях «Дальний родственник», «Приятного аппетита», «Учитель танцев», «Дорогая передача», «Неуловимые мстители», «На привале», «Game Over», «Три машкетёра», «Спокойствие, только спокойствие», «Звезда с неба», «Вся жизнь — театр», «Опять Новый год!» «День хороших манер», «Остров сокровищ» и «Кто за старшего?», а также в серии «Играй честно» (спецпроект «Маша и Медведь. Футбольный выпуск»).
- Тигр (Усатый-полосатый) — старый товарищ Медведя по цирку. Встречается в сериях «Усатый-полосатый», «Ход конём», «Game Over», «Шарики и кубики» «Чай со слоном» и «Остров сокровищ»
- Пингвинёнок — приёмный сын Медведя. Был подкинут в виде яйца и позже воспитан Машей и Медведем, а потом отправлен домой в Антарктиду на самолёте. Встречается в сериях «Подкидыш», «Когда все дома», «Game Over», «Цирк, да и только», «Что внутри?», «Первая ласточка», «Кто за старшего?», «Мишка на юге» и «Драконов день», а также в серии «Время футбола» (спецпроект «Маша и Медведь. Футбольный выпуск»).

#### Эпизодические персонажи
- Белки — живут на деревьях. Отвечают на шалости метанием шишек.
- Ежи — редко участвуют в проделках Маши. Любят яблоки и грибы.
- Лягушки — живут на озере, где часто рыбачит Медведь.
- Куры и петух — живут у Маши во дворе и прячутся от неё везде (серии «Первая встреча» и «Сюрприз! Сюрприз!»).
- Пчёлы — живут в ульях на пасеке у Медведя (серии «Первая встреча», «До весны не будить», «Фотография 9 на 12», «Когда цветут кактусы», «Медовый день» и «Кто за старшего?»).
- Золотая Рыбка — сказочная рыба, живущая на озере, где часто рыбачит Медведь (серии «Ловись, рыбка», «Случай на рыбалке» и «Восточные сказки»).
- Моль — поселилась в доме Медведя и ест его вещи (серия «Дело в шляпе»).
- Мышонок — поселился в доме у Медведя и ест его еду (серия «Кошки-мышки», а также серия «Часики» проекта «TaDaBoom»).
- Кот — мышелов-эксперт, которого позвал Медведь, чтобы тот поймал и выгнал из его дома Мышонка.
- Машуко — робот из Японии, которого Панда подарил Маше на День рождения из Китая (серии «К вашим услугам!» и «Секрет Машуко»).
- Робот Медведя — робот, которого сконструировал Медведь, чтобы тот помогал по хозяйству (серия «К вашим услугам!»).
- Овцы — появляются во сне Маши и Медведя (серии «Спи, моя радость, усни!» а также серия «Время футбола» спецпроекта «Маша и Медведь. Футбольный выпуск»).
- Русалочка — живёт на дне озера в затонувшем корабле. Внешне похожа на Машу, но с синими глазами, длинными волосами цвета морской волны и рыбьим хвостом (серия «Случай на рыбалке»).
- Ведьмочка — маленькая ведьма, потерявшая свою живую шляпу. Внешне похожа на Машу, но с фиолетовыми глазами, чёрными волосами с начёсом вверх и чёрном костюме (серия «Живая шляпа»).
- Мама Свиньи — мама Свиньи, которая пытается её обуздать (серия «Трудно быть маленьким»).
- Пауки — живут возле дома Маши (серия «Паучок» проекта «Песенки для малышей»).
- Голубь (Гуля) — голубь, поселившийся в скворечнике Медведя (серия «Чудо в перьях»).
- Дед Мороз — маленький старичок, ростом чуть выше Маши (серии «Раз, два, три! Ёлочка, гори!» и «Один дома»).
- Отец Медведя — седой медведь, который приехал в гости к сыну (серии «Один дома» и «Квартет плюс», а также серии «Большой поход» на картинке. «Лодочка» и «Колёса на автобусе» проекта «TaDaBoom»).
- Маша-эскимоска — живёт на Северном полюсе. Точная копия Маши, только волосы у неё чёрные (серия «Фокус-Покус»).
- Пещерный медведь — далёкий предок Медведя из каменного века. Серый, косматый. По характеру — точь-в-точь как Медведь. Любит мясо. Дружит с Пещерной Машей (серия «Пещерный медведь»).
- Пещерная Маша — предположительно далёкая прародительница Маши. И внешностью, и характером похожа на Машу. Любит охотиться на добычу. Дружит с Пещерным медведем (серия «Пещерный медведь»).
- Инопланетяне — маленькие инопланетные существа, которые случайно попали на Землю из-за поломки космической тарелки. (серия «Есть контакт!» и заставка 4 сезона)
- Рыцари — средневековые воины, живущие в замках по соседству и враждующие между собой. Попали в будущее с помощью машины времени Медведя. Но Маша научила их улаживать споры с помощью хоккея (серия «Вот такой хоккей!»).
- Обезьянки — бродячие артисты, с которыми Маша сбежала от Медведя (серии «Вот как бывает!» и «Удар, ещё удар!»); мама-обезьянка и её пятеро детей-обезьянок (серия «Пять обезьянок», проект «TaDaBoom»).
- Царь Леон III — лев, царь зверей, старый друг Медведя. Временно назначил Машу на должность царицы (серия «Не царское дело!»).
- Розита — очковая медведица, подруга Медведя из Бразилии (серия «Делу время, а карнавал раз в год!»).
- Белая овца — овца из Великобритании, заблудившаяся в лесу (серия «Из Англии с любовью»).
- Заяц-англичанин — заяц из Великобритании, который приехал за Белой овцой (серия «Из Англии с любовью»).
- Джинн — девочка-джинн, которая выходит из найденного Медведем кувшина и служит ему (серия «Восточные сказки»).
- Серенький волчок — персонаж, приснившийся Маше и Медведю (серия «Спи, моя радость, усни!»).
- Белый медвежонок — белый медвежонок с северного полюса (серия «Мишка на юге»).
- Виви — маленькая ведьма (серия «Книжка-лягушка»).
- Кот Виви — большой фиолетовый кот ведьмы Виви (серия «Книжка-лягушка»).

## История
Идея создания анимационного проекта на основе трёхмерной графики принадлежит главному акционеру «Анимаккорда» Сергею Кузьмину. Он пригласил аниматора Олега Кузовкова для создания проекта. Идея истории о Маше и Медведе у аниматора Олега Кузовкова зародилась в 1996 году, когда он, отдыхая на пляже в Крыму, увидел озорную девочку, поведением похожую на Машу. Также Кузовков вдохновлялся мультсериалом «Том и Джерри». Общая идея сюжета основана на одноимённой русской народной сказке «Маша и медведь». По словам продюсера «Анимаккорда» Дмитрия Ловейко, в сказке «Маша и медведь» создателей привлекла идея взаимоотношений взрослого и ребёнка, которые не являются друг другу ни друзьями, ни врагами, что открыло большой простор для творчества. Местом действия мультсериала, предположительно, является лес неподалёку от села Чикча (Тюменский район, Тюменская область), поскольку индекс именно этого села был указан в письме, которое написал персонаж Пингвинёнок Медведю. Авторы мультсериала заявили, что место находится в районе Южного Урала.
Первая серия была создана совместно со студией Asymmetric VFX Studio, вторая и третья серии — совместно со студией «Аэроплан». Обе студии отвечали за моделинг, рендеринг и анимацию. Некоторые серии седьмого сезона создаются совместно со студиями «Анимасфера», «Анимационный продюсерский центр» и Xentrix Studios. Пилотная серия «Первая встреча» создавалась восемь месяцев, а образы Маши и Медведя — два часа. Созданы образы были Олегом Кузовковым ещё в 1996 году. Стилистика мультсериала создана Ильёй Трусовым, а остальные персонажи — Мариной Нефёдовой. Впервые мультсериал был показан в программе «Спокойной ночи, малыши!» на канале «Россия-1». Показ первого сезона вывел программу в 10-ку самых рейтинговых программ на канале.
После завершения второго сезона 2 сентября 2015 года создатели мультсериала сообщили о планах подготовки к созданию третьего сезона. Третий сезон стартовал 28 ноября 2015 года с серии под названием «На круги своя». Третий и четвёртый сезоны Машу озвучивала Варвара Саранцева. Алина Кукушкина осталась на проекте в качестве звукорежиссёра и в третьем сезоне помогала Саранцевой и актрисам дубляжа на некоторых иностранных языках входить в образ Маши.
Маша была гостем 576 выпуска программы «Вечерний Ургант».
61 серия «С любимыми не расставайтесь» — единственная за всё время, где не появляется Медведь и другие персонажи, кроме Маши. Медведь также отсутствует в 141 серии «Ты ж моя лапочка!», 146 серии «Идёт коза рогатая» и 149 серии «Дело было в январе». В 78 серии «Кем быть» герои мультсериала смотрят 17 серию «Маша плюс каша».
14 июля 2017 года премьера 65-й серии «Есть контакт!» состоялась на МКС.
22 августа 2019 года на канале «Маша и Медведь» в YouTube стартовал музыкально-образовательный проект для детей «TaDaBoom», в котором помимо песен из мультсериала специально для проекта в исполнении Маши выходят песни с образовательным уклоном на мотив известных детских мелодий.
В 2020 году на фоне распространения пандемии коронавируса в России вышли серии про самоизоляцию и правилах соблюдения гигиены в условиях распространения коронавируса.
30 июля 2020 года в онлайн-кинотеатре «КиноПоиск HD» вышел 5 сезон мультсериала в традициях первых трёх сезонов. Серии выходят в разрешении 4К.
В 2021 году «Банк России» анонсировал выпуск двух памятных монет серии «Российская (советская) мультипликация», посвящённой мультсериалу «Маша и Медведь».

## Производство
Над мультсериалом работают около 90 человек. Всего в штате «Анимаккорда» около 100 человек. Для моделирования, риггинга и анимации используется программный комплекс Autodesk Maya, RenderMan и Presto. Рендер производится на собственной рендер-ферме компании «Анимаккорд», состоящей из 30 серверов. В среднем создание одной серии занимает от 6 до 8 месяцев, при том что в разработке одновременно находятся 5-6 серий. Производство особо сложных серий может длиться целый год — столько заняло производство, например, серии «С любимыми не расставайтесь». Создание нового персонажа занимает 1 месяц.
Стоимость производства 1 минуты «Маши и Медведя» составляет 50 тыс. долларов США. Отдельные эпизоды в среднем стоят 6-7 млн рублей. Стоимость одной серии первоначально составляла 250 тыс. долларов, а затем 350 тыс. долларов. Стоимость одного сезона из 26 серий составляет 6,5 млн долларов.
Движения медведей имитируются с помощью технологии захвата движений от компании Vicon, а шерсть — с помощью плагина «шевелюра», специально написанного программистом Дмитрием Робустовым. Косынка и сарафан Маши моделируются с помощью модуля Maya Dynamics.
Порядок производства мультсериала: создаётся сценарий, который подвергается раскадровке, затем передаётся в отдел 2D-аниматик, в котором определяется хронометраж эпизодов, после чего выполняется озвучивание и выставление ракурсов в кадрах. Далее 2D-объекты моделируются в 3D-фигуры, которые раскрашиваются и к которым добавляются элементы управления эмоциями персонажей, после чего выполняется анимация, а затем рендеринг и композ.

### Озвучивание
С 1 по 52 серию режиссёром озвучивания была Елена Чернова, а с 53 по 78 — Алина Кукушкина, озвучившая Машу в предыдущих 52 сериях и некоторых второстепенных персонажей в последующих сериях. По словам Алины Кукушкиной, самое сложное в озвучивании Маши было исполнение песен. Также были сложности с имитацией смеха, из-за чего Алину приходилось смешить и щекотать. Со второго сезона, когда у взрослеющей Алины началась сильная ломка голоса, звукорежиссёр менял его частоту в аудиоредакторе. Также в серии второго сезона добавлялись некоторые реплики голосом Алины, заранее записанные звукорежиссёром ещё в первом сезоне. По словам Алины, её родной голос звучит примерно в 30 сериях мультсериала. С 53 по 78 серию третьего сезона и спин-офф «Машины песенки» Машу озвучивала актриса Варвара Саранцева — воспитанница театра «Домисолька». По её словам, сложнее всего ей давалось произношение незнакомых слов. Со 2 по 13 серию спин-оффа «Машины песенки» песни Маши исполняла Анастасия Радик. С 4 сезона Машу озвучивает певица Юлия Зуникова — воспитанница детской школы искусств «Тутти». Режиссёр озвучивания с 4 сезона — Олег Ужинов.
Медведей, волков и некоторых других персонажей озвучивает звукорежиссёр мультсериала Борис Кутневич, а Зайца и Панду — его сын Марк Кутневич. Также в озвучивании некоторых серий принимает участие дочка Бориса Кутневича — Екатерина Кутневич. Так, в серии «Кошки-мышки» Борис Кутневич озвучил Медведя, а Марк и Катя — Кота и Мышонка соответственно. Медведицу озвучивает Ирина Кукушкина — мама Алины Кукушкиной. Новогодняя серия «Раз, два, три! Ёлочка, гори!» — единственная, в которой Медведя озвучил Эдуард Назаров, который также озвучил Деда Мороза.
В английской версии мультсериала Машу озвучила Элси Фишер, также озвучившая Агнес в мультфильме «Гадкий я». В русском дубляже Агнес озвучила Алина Кукушкина. Фишер «Анимаккорду» посоветовали в Universal Studios, занимавшихся дистрибуцией мультфильма «Гадкий я». В итальянской версии первый сезон озвучил мальчик — Лука Тезей. После обретения популярности в Италии первый сезон переозвучила его сестра — Сара Тезей, озвучившая впоследствии четыре сезона.

### Образы
Автор образа Маши, Олег Кузовков, изначально задумывал сделать её менее миловидной, но продюсеры из конъюнктурных соображений настояли на обратном. Образ Маши навеян образом Жихарки из одноимённого мультфильма 2006 года, созданным режиссёром «Маши и Медведя» Олегом Ужиновым. Создатели намеренно не указывают возраст Маши, потому что в разных сериях она выглядит то старше, то младше. Образ волков основан на известном выражении «Волки — санитары леса» — они оказывают медицинскую помощь и питаются насекомыми.
Описывая образ Медведя, продюсер мультсериала Дмитрий Ловейко сказал следующее: «Медведь антропоморфен, в прошлом — циркач. Он всё умеет, он не просто лесной житель, который живёт в берлоге. Наш Медведь — олицетворение пенсионера, который находится на заслуженном отдыхе, он живёт на даче, у него огород, он готовит припасы на зиму, закручивает консервы».
Мультсериал построен в основном на пантомиме, которая постоянно сопровождается музыкой и динамичностью событий. Все герои общаются с помощью жестов и мимики. Речь в мультсериале звучит реже — разговаривают из героев только Маша и её сестра Даша, появляющаяся в некоторых сериях, а также некоторые персонажи, появляющиеся в эпизодах.

## Дистрибуция
«Анимаккорд» начал популяризацию «Маши и Медведя» «вирусным» распространением в сети Интернет, предоставляя пиратским сайтам свои видео бесплатно, чем отличается от других российских кинокомпаний, наоборот, борющихся с видеопиратами. Вопросами дистрибуции мультсериала занимается продюсер Дмитрий Ловейко.
С ноября 2009 по ноябрь 2018 года мультсериал издавался на DVD и Blu-Ray, в том числе с апреля 2010 по мая 2013 года компанией «Мистерия звука».
C 2012 года доступен в iTunes и Google Play через приложение компании Apps Ministry, а также в Amazon. С 2013 года мультфильм доступен на официальном сайте для свободного просмотра через YouTube в партнёрстве с X-Media Digital и QuizGroup. С 2015 года доступен на платформе потокового мультимедиа Netflix, с 2016 года — в онлайн-кинотеатре TVzavr.ru, с 2019 года — на китайской видеоплатформе Xigua Video. 8 ноября 2016 года был выпущен официальный саундтрек мультсериала на iTunes, а 21 января 2017 года — на «Яндекс. Музыке». C 3 февраля 2017 года мультсериал доступен на Rutube. С 2019 года первые три сезона мультсериала доступны в онлайн-кинотеатре Start.
Помимо России мультсериал транслируется на телеканалах Великобритании, Германии, Франции, Италии, Испании, Канаде, странах Латинской Америки, Среднего Востока и других.
С 2015 года «Маша и Медведь» в формате интерактивного полнометражного анимационного фильма, где герои взаимодействуют со зрителем, демонстрировался в российских кинотеатрах в рамках проекта «Мульт в кино», а также в кинотеатрах Франции, Италии, Нидерландов, Швеции, Румынии, Турции, Великобритании, Ирландии, Бразилии и других стран. В России в рамках «Мульт в кино» сборы каждой части проекта в среднем составили 5-10 млн рублей. В Италии фильм шёл в 900 кинотеатрах и собрал около 4,5 млн евро в прокате. В Турции за три дня проката с 21 по 23 апреля 2017 года мультфильм посмотрели 125 833 человека, что стало рекордом для этого периода.

### Сотрудничество
Indigo Kids, PSV Studio и «Новый диск» по лицензии компании «Маша и Медведь» производят образовательные игры для мобильных платформ Apple iOS, Android и Windows Phone. Компания сотрудничает с различными мировыми производителями продуктов питания, такими как Burger King, Ferrero, Danone, Vitmark, с издательствами Hachette, Panini, «Росмэн», с музыкальным лейблом Sony Music Entertainment, с компаниями Time Warner, NBCUniversal, с интернет-магазином Amazon, в котором в апреле 2019 года открылся магазин товаров под маркой «Маши и Медведя», а также с крупнейшими производителями игрушек, среди которых немецкая Simba Dickie, выпускающая куклу «Машка в кармашке» в различных вариациях. В октябре 2016 года «Маша и Медведь» стал первым российским брендом, появившимся в игре «Монополия». В сотрудничестве с Winning Moves герои мультсериала появились в категории Monopoly Junior. С 2017 года компания сотрудничает с Group-IB, которая защищает авторские права в интернете и выявляет нарушителей. С мая 2018 года сотрудничал с «Яндекс.Такси» в рамках совместного образовательного проекта. С июня 2018 года к Чемпионату мира по футболу 2018 в России совместно с Google была запущена серия анимационных роликов, посвящённых футболу. В 2020 году при сотрудничестве с авиакомпанией «Россия» была выпущена серия анимационных роликов на авиационную тематику.
В 2015 году словацкая компания Comunique приобрела лицензию на создание ледового шоу «Маша и Медведь на льду» (словац. Máša a medveď na ľade) по сюжету мультсериала. Шоу было представлено впервые 3 октября 2015 года в Кошице. Также оно было показано в Чехии, Словении, Хорватии, Сербии, ОАЭ и Эстонии.
Артисты грузинского театра «Мир мульти-пульти» с ростовыми куклами героев «Маши и Медведя» по лицензии гастролируют по всему миру со спектаклями по мотивам мультсериала. Труппа побывала в таких странах как Великобритания, Германия, Сербия, Хорватия, Босния и Герцеговина, Македония, Мальта, Израиль, Ирландия, Турция, страны СНГ и Прибалтики, и так далее. Также по лицензии выпускаются местные спектакли в разных странах. Детское шоу «Приключения Маши-детектива», которое шло во Франции с декабря 2018 по май 2019 года, стало самым посещаемым в стране.

## Создатели
| Режиссёры                         | Олег Кузовков, Олег Ужинов, Ольга Баулина, Владислав Байрамгулов, Роман Козич, Денис Червяцов, Наталья Мальгина, Георгий Орлов, Андрей Беляев, Илья Трусов, Марина Нефёдова, Васико Бедошвили, Сергей Антонов, Александр Гончаров, Екатерина Грошева                                                                                |
| Сценаристы                        | Олег Кузовков, Олег Ужинов, Наталья Румянцева, Денис Червяцов, Николай Кузовков, Джо Ксандер, Кевин Р. Адамс, Марина Сычёва, Алексей Каранович, Александр Филюрин, Вадим Голованов, Екатерина Кожушаная, Константин Наумочкин, Николай Сорока, Мария Большакова, Владимир Станишевский, Софья Лебедева, Мария Конева, Роман Трамвай |
| Художники-постановщики            | Илья Трусов, Александр Храмцов, Наталья Курбатова |
| Художники по персонажам           | Марина Нефёдова, Роман Козич, Рамиль Дусалимов, Елена Зацепина, Наталья Черкасова, Татьяна Кирсанова |
| Композитор                        | Василий Богатырёв, Алексей Смирнов, Евгений Турута |
| Звукорежиссёр                     | Борис Кутневич |
| Музыкальный редактор              | Олеся Закирова-Орешенкова |
| Режиссёр озвучания                | Елена Чернова, Олег Ужинов, Денис Червяцов, Георгий Орлов, Алина Кукушкина |
| Аниматоры                         | Алексей Борзых, Александр Гончаров, Александр Якименко, Михаил Тарасов, Роман Козич, Павел Барков, Андрей Беляев, Фёдор Бородкин, Николай Гуров, Пётр Барков, Дмитрий Лазарев, Татьяна Болотова, Арсен Хачатурян, Сергей Луценко, Сергей Смирнов, Сергей Кулигин, Сергей Сиваев и др.                                               |
| Автор персонажей «Маша и Медведь» | Олег Кузовков |
| Художественные руководители       | Олег Кузовков, Денис Червяцов, Олег Ужинов |
| Продюсеры                         | Олег Кузовков, Андрей Добрунов, Дмитрий Ловейко, Марина Ратина, Елена Щичкина |

## «Маша и Медведь» в кино
В начале ноября 2022 года стало известно, что в середине декабря кинопрокатная компания Вольга выпустит на большие экраны первый мини-фильм о Маше и Медведе — «Маша и Медведь: 12 месяцев». В июне 2023 года вышел второй фильм — Маша и Медведь: Скажите «Ой!». В декабре 2024 года вышел третий фильм «Маша и Медведь: Парк чудес».

## Саундтрек

### Маша и Медведь. Саундтрек. Часть 1
| №  | Название                     | Композитор        | Длительность |
| -- | ---------------------------- | ----------------- | ------------ |
| 01 | Самое начало. Главная Тема   | Василий Богатырёв | 0:34         |
| 02 | Тема Маши                    | Василий Богатырёв | 0:41         |
| 03 | Тема Медведя                 | Василий Богатырёв | 1:23         |
| 04 | Цирковая тема                | Василий Богатырёв | 0:33         |
| 05 | Страшная тема                | Василий Богатырёв | 0:37         |
| 06 | Медведь смеётся              | Василий Богатырёв | 0:31         |
| 07 | Весна пришла                 | Василий Богатырёв | 1:54         |
| 08 | Дружба                       | Василий Богатырёв | 0:40         |
| 09 | Дружба (Piano Version)       | Василий Богатырёв | 0:29         |
| 10 | Новогодняя тема на балалайке | Василий Богатырёв | 0:38         |
| 11 | Тема Деда Мороза             | Василий Богатырёв | 0:30         |
| 12 | Полёт Деда Мороза            | Василий Богатырёв | 0:12         |
| 13 | Фейерверк                    | Василий Богатырёв | 0:30         |
| 14 | Рыбалка                      | Василий Богатырёв | 0:29         |
| 15 | Три желания                  | Василий Богатырёв | 0:37         |
| 16 | Про следы                    | Василий Богатырёв | 1:01         |
| 17 | Погоня                       | Василий Богатырёв | 0:32         |
| 18 | Следы невиданных зверей      | Василий Богатырёв | 0:57         |
| 19 | Лыжня                        | Василий Богатырёв | 1:07         |
| 20 | Прятки                       | Василий Богатырёв | 0:54         |
| 21 | Чардаш                       | Василий Богатырёв | 1:02         |
| 22 | День варенья                 | Василий Богатырёв | 0:56         |
| 23 | Голодная Маша                | Василий Богатырёв | 1:22         |
| 24 | Маша плюс каша               | Василий Богатырёв | 1:38         |
| 25 | Маша и телефон               | Василий Богатырёв | 1:26         |
| 26 | Тема Маши. Хард-Рок          | Василий Богатырёв | 1:55         |
| 27 | Тема волков                  | Василий Богатырёв | 1:25         |
| 28 | Волчья соната                | Василий Богатырёв | 0:39         |

### Маша и Медведь. Песенки. Часть 1
| №  | Название          | Исполнители                         | Длительность |
| -- | ----------------- | ----------------------------------- | ------------ |
| 01 | Песенка друзей    | Алина Кукушкина                     | 1:33         |
| 02 | Песня про варенье | Алина Кукушкина                     | 1:31         |
| 03 | Три желания       | Василий Богатырёв                   | 2:46         |
| 04 | Новогодняя песня  | Василий Богатырёв                   | 3:05         |
| 05 | Песня про дружбу  | Василий Богатырёв                   | 3:16         |
| 06 | Песня про коньки  | Василий Богатырёв и Алина Кукушкина | 1:41         |
| 07 | Одинокий праздник | Василий Богатырёв и Алина Кукушкина | 2:10         |
| 08 | Песня о чистоте   | Василий Богатырёв и Алина Кукушкина | 2:00         |

### Маша и Медведь. Песенки. Часть 2
| №  | Название              | Исполнители                         | Длительность |
| -- | --------------------- | ----------------------------------- | ------------ |
| 01 | Песня про следы       | Алина Кукушкина                     | 1:46         |
| 02 | Песенка-икалка        | Алина Кукушкина                     | 1:04         |
| 03 | Песня юного художника | Алина Кукушкина                     | 2:02         |
| 04 | Когда все дома        | Василий Богатырёв и Алина Кукушкина | 2:02         |
| 05 | Песня сладкоежки      | Алина Кукушкина                     | 2:31         |
| 06 | Красотка              | Алина Кукушкина                     | 2:07         |
| 07 | С Днём рождения       | Василий Богатырёв и Алина Кукушкина | 2:01         |
| 08 | Как в кино            | Василий Богатырёв и Алина Кукушкина | 3:27         |

### Маша и Медведь. Песенки. Часть 3
| №  | Название                      | Исполнители                           | Длительность |
| -- | ----------------------------- | ------------------------------------- | ------------ |
| 01 | Семь нот                      | Варвара Саранцева                     | 1:23         |
| 02 | Песня про умение быть смешным | Василий Богатырёв                     | 3:09         |
| 03 | Обезьянья песенка             | Варвара Саранцева                     | 2:23         |
| 04 | Песенка про иностранные слова | Варвара Саранцева                     | 7:01         |
| 05 | Ария 1 и ария 2               | Василий Богатырёв и Варвара Саранцева | 7:59         |
| 06 | Колыбельная                   | Варвара Саранцева                     | 1:38         |
| 07 | Песенка мушкетёра             | Варвара Саранцева и Алина Кукушкина   | 2:03         |
| 08 | Песенка про время             | Алина Кукушкина                       | 3:06         |
| 09 | Песенка юных космонавтов      | Варвара Саранцева                     | 3:38         |

### Машины песенки
| №  | Название            | Исполнители       | Длительность |
| -- | ------------------- | ----------------- | ------------ |
| 01 | Петь как в Италии   | Варвара Саранцева | 1:43         |
| 02 | Все любят петь      | Варвара Саранцева | 0:45         |
| 03 | Держись, Париж      | Анастасия Радик   | 2:11         |
| 04 | Всё это Германия    | Анастасия Радик   | 1:48         |
| 05 | Весёлый карнавал    | Анастасия Радик   | 2:27         |
| 06 | Японская песенка    | Анастасия Радик   | 2:03         |
| 07 | Китайский Новый год | Анастасия Радик   | 1:56         |
| 08 | Всё это Испания     | Анастасия Радик   | 2:06         |
| 09 | О старых временах   | Анастасия Радик   | 2:46         |
| 10 | Всё будет О’КЕЙ     | Анастасия Радик   | 2:05         |
| 11 | Сказочный Восток    | Анастасия Радик   | 2:08         |

## Рейтинги и популярность

### Мультсериал

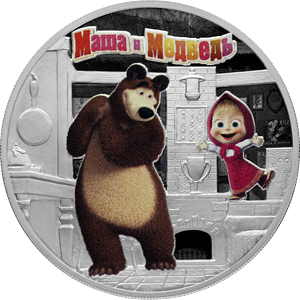
Монета Банка России, 2021 год — Российская (советская) мультипликация: Маша и Медведь

В опросе, проведённом фондом «Общественное мнение» среди жителей России 8—9 февраля 2014 года, мультсериал «Маша и Медведь» занял второе место по популярности (7 %) после мультсериала «Ну, погоди!» (20 %). По данным исследовательской компании Synovate Comcon, в 2014 году «Маша и Медведь» был самым популярным анимационным проектом среди детей 4—9 лет в России. В 2014 и 2016 году «Маша и Медведь» был самым популярным анимационным проектом по поисковым запросам в «Яндексе». В 2016 году мультсериал стал лидером по просмотрам в онлайн-кинотеатре TVzavr.ru в сегменте платного контента. По данным Ipsos, самыми любимыми кино- и мультипликационными героями у российских детей 4–15 лет в 2024 году стали Маша и Медведь. 

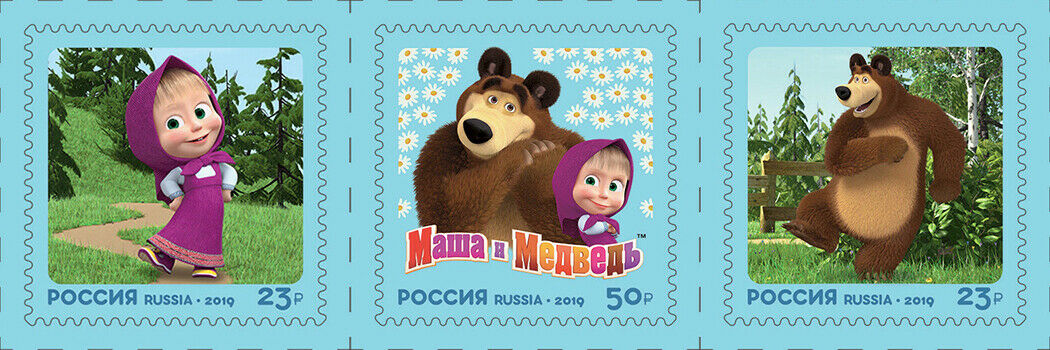
Почтовые марки, посвящённые мультсериалу «Маша и Медведь»

В 2017 году «Маша и Медведь» входил в 5 самых узнаваемых мультфильмов в Европе. В Италии в период 2014—2015 годов мультсериал стал самым популярным. На местном детском телеканале Rai YoYo его смотрят одновременно 800 тыс. зрителей, что является в Италии рекордом для детских мультфильмов. Маша была специальным гостем этого телеканала в программе «La posta di yoyo». Мультсериал входит в пятёрку самого популярного детского контента на канале Rai YoYo, а также на каналах SBT (Бразилия), Televisa (Мексика), Cartoonito (Великобритания) и Teletoon (Канада). В парке «Леоландия» под Миланом в августе 2018 года был открыт тематический парк с героями мультсериала, их домами и лесом. Выход спин-оффа «Машкины страшилки» на канале Netflix в 2016 году, приуроченный к празднику Хеллоуин, способствовал большому притоку взрослой аудитории на канал. Популярность спин-оффа оказалась в этот период выше основного контента на канале. В 2020 году на китайском сайте развлекательного контента Douban «Маша и Медведь» имел оценку 9,6.
По данным Kidz Global от 2016 года, «Машу и Медведя» знают 88 % итальянских детей, а в Индонезии — 95 %. В Китае мультсериал знают 33 % детей, в Германии — 44 % детей от 3 до 9 лет, в Чили и на Тайване — более 90 %. В Европе в целом Машу знают более 70 % детей. В США «Маша и Медведь» входит в десятку по популярности среди детей до 12 лет. В 2019 году мультсериал вошёл в пятёрку самых востребованных детских шоу в мире по версии исследовательского агентства Parrot Analytics. В 2020 году по данным этого же агентства он входит в десятку самых востребованных мультсериалов в Европе. В 2021 году, согласно данным Parrot Analytics, «Маша и Медведь» занял первое место в мировом рейтинге детского контента. Мультсериал в Индонезии настолько популярен, что именем Маша там называют новорождённых девочек. В мае 2020 года, по данным Parrot Analytics, мультсериал вошёл в топ-5 самых востребованных шоу для детей в мире в период пандемии COVID-19, заняв четвёртое место, в августе 2021 года возглавил рейтинг. В Турции в 2020 году «Маша и Медведь» вошёл в пятёрку самых популярных по просмотрам. В турецком парке развлечений The Land of Legends в Белеке открыт тематический парк по мотивам мультсериала.
В 2016 году сербская политическая партия «Сербско-русское движение» использовала образы Маши и Медведя в своём агитационном ролике. В 2017 году в Грузии «Маша и Медведь» в качестве распространителя русского языка и культуры в стране оказалась популярнее организации American Councils, занимающейся распространением английского языка и культуры в Грузии.
4 мая 2019 года компания «Маша и Медведь» приняла участие в Дне бесплатных комиксов на Bentonville GeekCon 2019, который состоялся в публичной библиотеке Бентонвилла в Арканзасе, а 19 мая того же года герои «Маши и Медведя» приняли участие в тематическом параде, организованном американской телекоммуникационной компанией Univision в Национальном музее мексиканского искусства в Чикаго.
Песня из серии «Секрет Машуко» в 2022 году стала мемом в TikTok. Пользователи назвали песню «Суши, манга, сумо, татами» и устроили флешмоб с танцами.

#### Исследования
Католический университет в Ружомберке в 2014 году провёл исследование о родительском контроле за просмотром словацкими дошкольниками программ на электронных носителях, согласно которому самым популярным мультсериалом, который в этот период смотрели дети от 2 до 7 лет, оказались «Маша и Медведь». По рассказам некоторых родителей, они специально подбирают только определённые детские программы и мультфильмы, которые включают своим детям на планшете, чтобы отвлечь их и спокойно вести дела по хозяйству. Всякий раз, когда родители добавляли в линейку одобренных программ «Машу и Медведя», дети забывали про другие программы и смотрели только «Машу». Особенный интерес к мультсериалу проявляли дети от 3 до 5 лет. По признаниям других родителей, дети переходят от предложенных родителями двухмерных мультсериалах к трёхмерным «Маше и Медведю», «потому что там больше экшена, там графика лучше». Родители выбирают «Машу и Медведя» как компромиссный вариант между тем, что детям в силу их возраста можно и что нельзя смотреть, поскольку это хоть и детский мультсериал, но достаточно динамичный для дошкольного возраста. Исследователи пришли к выводу, что «Маша и Медведь» и другие мультсериалы играют роль няни и помогают усмирять обычно активных детей, когда родителям нужно вести дела по дому.

#### YouTube
По данным ТАСС, «Маша и Медведь» является самым просматриваемым в мире сериалом.
Первые серии мультсериала на YouTube появились на канале российского агрегатора анимационных сериалов Get Movies. 17 серия мультсериала «Маша + каша», выложенная на этом канале, в июле 2019 года перешагнула отметку в 4 миллиарда просмотров на YouTube и входит в пятёрку самых просматриваемых видео сайта всех времён, также является самым просматриваемым из немузыкальных и первым из русскоязычных видео в рейтинге. В 2016 году серия была на 13 месте среди 20 роликов, набравших миллиард просмотров. Серия вошла в Книгу рекордов Гиннесса как самый просматриваемый анимационный ролик в мире. Отвечая на вопрос, почему именно эта серия набрала столько просмотров, режиссёр мультсериала Наталья Мальгина предположила, что это связано с тем, что родители её включают, когда кормят детей. Собственный канал «Маши и Медведя» на YouTube появился только в 2011 году. Опубликованная на канале 24 серия «Приятного аппетита!», также посвящённая готовке, и 18 серия «Большая стирка» набрали более 1 млрд просмотров. В 2016 году серия «Эх, прокачу!» из мультсериала была самой быстрорастущей по просмотрам в России и самой просматриваемой на Украине в категории детского и комедийного контента на YouTube. В 2017 году серия «Спи, моя радость, усни!» стала самой просматриваемой в Беларуси, эта же серия в Казахстане стала самой просматриваемой среди немузыкальных видео. По данным исследовательской платформы Tubular в августе 2020 года, «Маша и Медведь» занимает 6 место среди самых просматриваемых детских шоу с конкурентоспособными результатами от лицензирования интеллектуальной собственности и мерчендайзинга.
По состоянию на 28 мая 2023 года официальный канал мультсериала на видеохостинге YouTube набрал более 42 млн подписчиков, более 36 млрд просмотров. В 2016 году канал занимал 5 место по количеству подписчиков. В июне 2021 года каналы «Маши и Медведя», в числе которых каналы на иностранных языках и музыкальные каналы, в совокупности собрали более 144 млн подписчиков и 100 млрд просмотров (данные от сентября 2021 года). Видеоролики «Маши и Медведя» в среднем смотрят 400 раз в секунду. К 28 сентября 2021 года время, проведённое за просмотром мультсериала на видеосервисе, составило 2784 дня или почти 8 лет. Всего от YouTube на декабрь 2021 года проект получил 44 кнопки, включая шесть бриллиантовых за 10 млн подписчиков на русскоязычном, англоязычном, испаноязычном, португалоязычном, украиноязычном и арабоязычном каналах.

#### Социальные сети
По состоянию на 1 мая 2025 года на официальной странице «Маши и Медведя» в Facebook более 12 млн подписчиков, на странице в TikTok — более 4,8 млн подписчиков, на Weibo — более 13 тыс. подписчиков, в «ВКонтакте» — более 688 тыс. подписчиков, в «Одноклассниках» — более 338 тыс. подписчиков, в Instagram — более 662 тыс. подписчиков, в X — более 11,2 тыс. подписчиков.

### Бренд
В 2016 году бренд «Маша и Медведь» занял второе место в России по продажам игрушек с героями мультсериала, при этом среди популярных образов среди игрушек Маша заняла первое место. По данным Promarca Lima Mexico от 2018 года, в Мексике «Маша и Медведь» является самым популярным брендом среди девочек от трёх до шести лет. По данным BrandTrends от 2019 года, в Европе Маша входит в пятёрку самых известных брендов (без учёта России бренд занимает 45 место). Также бренд входит в пятёрку по популярности в Латинской Америке. Согласно исследованиям, проведённым агентством Kidz Global весной 2020 года, бренд «Маша и Медведь» вошёл в пятёрку лидеров для аудитории девочек до 6 лет в мире, а также в пятёрку лидеров среди аудитории мальчиков и девочек того же возраста в Латинской Америке и Европе. По данным Kidz Global от 2021 года, бренд занял 3 место по популярности среди детей до 6 лет на территории Европы, Африки и Ближнего Востока. В Турции по состоянию на 2020 год «Маша и Медведь» входит в пятёрку самых востребованных брендов.

### Увековечение
Скульптуры Маши и Медведя имеются в ряде регионов России и других государств: в Стерлитамаке (Башкортостан), Кемерове и Таштаголе (Кемеровская область), в Волгограде, Елани и Суровикине (Волгоградская область), Кузнецке (Пензенская область), Еманжелинске (Челябинская область), Вилейке (Минская область, Беларусь), Брянске (Брянская область), в Воскресенске (Московская область), Гомеле (Гомельская область, Беларусь).

## Собственники и доходы
Собственниками компании «Маша и Медведь», которая занимается продажей лицензий, являются инвестиционный фонд «РВТ инвест», принадлежащий двум американским компаниям, и кипрская компания Rodleport Holdings, которую контролирует инвестиционный фонд UFG. «РВТ инвест» владеет основным пакетом акций компании «Маша и Медведь», а Rodleport Holdings — 25 % акций. Студией «Анимаккорд» владеют Сергей Кузьмин (80 %) и продюсер сериала, гендиректор «Анимаккорда» Дмитрий Ловейко (20 %). Прибыль анимационный проект начал приносить только в 2014 году.
По лицензии компании «Маша и Медведь» во многих странах выпускаются игрушки, книги, журналы и спектакли с героями мультсериала. Также бренд используется нелегально, из-за чего компания регулярно судится с нарушителями. За 2018 год компания подала в суд 847 исков о защите авторских прав. В 2015 году доходы от проекта «Маша и Медведь» составили 225 млн долларов США, в 2017 году оборот составил 14 млрд рублей. Сюда помимо продажи прав на трансляцию мультсериала в разные страны также входит продажа лицензий на образы из мультсериала производителям игрушек, школьных товаров и продуктов питания, организаторам детских спектаклей, издателям книг и журналов, и так далее. Товаров под брендом «Маша и Медведь» в 2015 году было продано на 200 млн долларов. В 2017 году лицензированных товаров было продано на сумму $280 млн, в 2018 году — на $327,3 млн. С этими показателями компания «Маша и Медведь» в 2018 году вошла в сотню крупнейших лицензиатов мира, заняв 91 место.
Доходы от продажи прав на трансляцию на телеканалах составляют 30 % от общих доходов. 60 % доходов поступает от лицензирования бренда, остальное — от распространения в Интернете. Годовая выручка составляет около 20 млн долларов.

## Отзывы и критика
Мультсериал стал очень популярным в таких странах как Италия, Индонезия, Великобритания, Германия, Малайзия, Австралия, США и других. В социальных сетях и на форумах во всём мире о сериале отзываются в основном положительно, отмечая, что он смотрится легко благодаря минимуму диалогов, постоянной динамике, музыке и короткому хронометражу. Также родители отметили, что мультсериал помогает утихомирить детей, когда они начинают плакать, капризничать или мешать родителям возиться по хозяйству. Взрослые зрители признаются, что смотрят «Машу и Медведя» вместе с детьми, потому что события в мультсериале жизненные и знакомы людям любой возрастной категории. В Бразилии считают, что мультсериал популярен потому, что главная героиня Маша постоянно общается с животными, к которым у детей особое отношение.

### Отзывы в СМИ
Компания Netflix назвала мультсериал «русским феноменом». В Associated Press связали популярность Маши в мусульманских странах с её внешним видом, вызывающим ассоциации с традиционным мусульманским одеянием женщины — полностью покрытое одеждой тело и платок на голове: «Маша, которая одета в национальный костюм с платком, стала именем нарицательным во многих мусульманских странах, включая Индонезию». Der Spiegel отмечает, что в Индонезии именем Маша даже называют новорождённых девочек. В KiKA считают, что отношения Маши и Медведя символизируют отношения отца и дочери. В Deutsche Welle заявили, что среди немецких детей мультсериал стал популярным из-за свободолюбия Маши, над которой не стоят родители. La Stampa обращает внимание на советский антураж дома Медведя и советский культурный код, демонстрируемый в мультсериале. Газета называет «Машу и Медведя» препятствием для возникновения нового железного занавеса. Il Foglio называет мультсериал главным достижением «мягкой силы Путина». Британская The Herald высказывает удивление по поводу популярности мультсериала на YouTube: «Если мы примем YouTube в качестве нового культурного арбитра популярности, то окажется, что Маша на самом деле гораздо, гораздо популярнее всех диснеевских принцесс вместе взятых». IBM связывает популярность мультфильма на YouTube с общим взлётом популярности детского контента на видеохостинге. Сайт The Fairy Tale TV считает, что мультсериал стал популярным среди англоязычных детей из-за ассоциаций со сказкой «Златовласка и три медведя». «Экспресс-газета» связала популярность мультсериала с коротким хронометражем, удачной цветовой гаммой, музыкой и универсальностью внешнего вида Маши. Сербская «Печат» считает, что популярность мультсериала обусловлена недостатком моральных и социальных ценностей в реальной жизни, и называет его лучшим, что появилось в мировой развлекательной индустрии для детей за всю историю. В Neue Zürcher Zeitung сравнили способ общения Маши и Медведя с тем, как россияне объясняются с иностранцами при наличии языкового барьера. В «Жэньминь жибао» назвали выход мультсериала на рынок Китая в 2020 году «важным признаком культурных инноваций и культурного обмена между Китаем и Россией». В «Московском комсомольце», комментируя возросшую популярность «Маши и Медведя» в западных странах, заявили о культурном обмене с Западом: «С их стороны послом доброй воли можно считать, к примеру, Гарри Поттера. С нашей на эту благородную роль претендуют Маша и её Медведь». Финская Helsinki Times похвалила детализированную анимацию мультсериала и увидела в доме Медведя с предметами советского быта намёк на СССР, а в доме Маши — на современную Россию. Журнал «Огонёк» отмечает прогрессивную педагогику в мультсериале:
С одной стороны, ребёнок здесь царь и бог, доминирующий над взрослым. С другой — любую ошибку Маша исправляет сама. […] Говоря языком Уголовно-процессуального кодекса, концепция исправления в этом мультфильме приоритетнее, чем идея наказания. А значит, и парализующий страх совершить ошибку обойдёт его зрителей стороной, и они вырастут инициативными и уверенными в себе.
В израильской газете «Га-Арец», комментируя трансляцию мультсериала на местном телеканале Junior TV, заявили, что Маша страдает шизофренией из-за посттравматического синдрома, а её лесные друзья — плод её воображения:
Посттравматический синдром выражается в том, что воображаемый друг порывается бросить её (по её вине, поскольку она невыносима), и тем самым повторить травму. Только девочка, пережившая травму оставленности, может выдумать такого воображаемого друга. И её героические усилия удержать его, с одной стороны, направлены на исправление, а с другой — разбивают сердце.
В The Times обвинили мультсериал в прокремлёвской пропаганде, заявив, что Маша «слишком много на себя берёт» и тем самым «ведёт себя по-путински». В качестве примера в издании привели серию «Граница на замке», в которой Маша в советской фуражке пограничника охраняет огород Медведя. В Die Welt, напротив, увидели в мультсериале антикремлёвский подтекст, приведя в пример серию «Не царское дело», в которой Машу временно коронуют, а затем свергают. В эстонской Postimees высмеяли статью в The Times, посчитав её частью демонизации России: «Маша и Медведь — это только первые ласточки, вот погодите, выйдут на экраны Иванушка-дурачок с Бабой Ягой, мало никому не покажется!».
В украинской газете «Сегодня» считают мультсериал примером садомазохизма и советуют родителям проводить беседу с детьми после просмотра:
Классический пример садомазохизма, где есть жертва (Медведь) и маленький садист (Маша). Идентифицируясь с Машей, ребёнок испытывает триумф от того, что внутренне «берёт верх», «делает» взрослых. Таким образом он выплёскивает все накопившиеся эмоции наружу. Маша является эдаким «транслятором» детского саботажа, причём совершенно спонтанным. Всем своим поведением она требует: «Что бы ещё такого сделать, чтобы меня остановили?». Позитивный, природный, но в целом деструктивный ребёнок.
В Helsingin Sanomat увидели в мультсериале политический подтекст, назвав его «идеологическим оружием России». В «Учительской газете» раскритиковали мультсериал за популяризацию жаргона из-за употребления Машей таких слов, как «залепуха», являющихся жаргонизмами. В газете заявили, что Маша использует свой возраст как аргумент в спорах, а Медведя назвали персонажем, за поведением которого рекомендуют наблюдать учителям начальных классов: «Медведь с точки зрения педагогики — идеальный воспитатель. Маша же с точки зрения педагогики — наихудшая модель женского поведения и совсем не образец для подражания».

### Отзывы в экспертном сообществе
Журналист Максим Кононенко назвал популярность «Маши и Медведя» счастливой случайностью. Советский мультипликатор Юрий Норштейн — известный противник 3D-анимации — назвал «Машу и Медведя» одним из немногих удачных проектов, произведённых в этой технологии, отметив её органичность. Сценарист и писатель Михаил Липскеров, сравнивая «Машу и Медведя» с советской мультипликацией, отметил универсальность и отсутствие дидактичности в мультсериале. Сценарист Александр Курляндский признался, что ему из современной анимации нравится «Маша и Медведь», отметив, что в мультсериале «персонажи смешные, ритм хороший». Актриса Милла Йовович назвала «Машу и Медведя» и «Приключения Лунтика и его друзей» любимыми российскими мультсериалами её семьи. Актриса Наталия Орейро также призналась, что её семье нравится «Маша и Медведь». Американский сценарист Майк Рейсс заявил, что «Маша и Медведь» может стать классикой анимации: «Я смотрел его на анимационном фестивале в Боснии. Мне показали несколько эпизодов, и я сказал: „Да это же лучший мультфильм! Давайте дадим ему главный приз“. Организаторы ответили мне, что не могут давать ему призы каждый год. Мне кажется, это классика, он станет в ряд лучших образцов анимации». Журналист Матвей Ганапольский, говоря о необходимости создания своих героев в России по примеру США, привёл «Машу и Медведя» в качестве удачного примера.
В феврале 2020 года международное агентство исследований рынка развлечений BrandTrends включило мультсериал в пятёрку самых любимых детских брендов в Европе и Латинской Америке. По мнению американского журнала Animation Magazine, посвящённого анимационной индустрии, CG-анимация «Маша и Медведь» — это глобальное явление, которое побило рекорды как на традиционных медиа, так и на новых цифровых платформах.
Лидия Матвеева, профессор кафедры методологии психологии факультета психологии МГУ имени М. В. Ломоносова, считает, что образ Маши противоречит традиционным ценностям:
«К сожалению, героиня мультфильма ведёт себя иначе, проявляя непочтительность по отношению к Медведю (который одновременно воплощает и образ сакрального для нашей страны животного, и образ отца) и постоянно безнаказанно нарушает социальные нормы, получая за это позитивное подкрепление».
 Также профессор добавила, что постоянная быстрая смена кадров в мультсериале может вызвать у ребёнка логоневроз.
Психолог Ольга Маховская считает, что Медведь потакает во всём Маше, потому что она умнее. Она связала популярность Маши с её детским обаянием и простотой, проведя параллель с Ольгой Бузовой, Натальей Поклонской, Сашей Спилберг, Лолитой из одноимённого романа и Наташей Ростовой из «Войны и мира»:
«Скованные в движении люди и медведи больше всего грезят о полёте, живя в предчувствии того, что первый будет и последним. […] Девочка — утешение, она выключает глубинное чувство опасности, её не страшно подпускать близко, довериться. Её хочется защищать и приятно поддерживать».
Депутат парламента Литвы Лауринас Касчюнас увидел в Медведе образ России. Он окрестил мультсериал «оружием пропаганды Кремля», который посредством развлекательного контента пытается добраться до той части аудитории, которая не интересуется политикой. Президент России Владимир Путин, отвечая на вопрос о том, не использует ли государство мультсериалы «Смешарики» и «Маша и Медведь» в качестве мягкой силы, отметил талант создателей мультсериалов и заявил о недостаточной поддержке частной анимации со стороны государства. Киргизский профессор КГТУ Таалайбек Уметов заявил, что «Маша и Медведь» разрушает детское сознание и после просмотра мультсериала ребёнок может начать «швырять ложки». Поведение Маши также не нравится журналистке Маргарите Симоньян, назвавшей её хулиганкой, которая учит детей проказничать. Такое же мнение высказал блогер Дмитрий Пучков, заявив, что Маша «ведёт себя отвратительно». Журналист Аркадий Бабченко сравнил Машу с журналисткой Ольгой Скабеевой и её манерой вести программу «60 минут», в которой, по мнению Бабченко, она, как и Маша, относится неуважительно к собеседникам: «Абсолютная неспособность слушать собеседника, полное неуважение к собеседнику, крик как единственная модель общения, совершенно дубовая уверенность в собственной правоте, абсолютная неспособность слушать и слышать доводы». Комик Вадим Галыгин, упоминая спин-офф «Машины сказки», высказал недоумение вольной трактовкой классических русских сказок: «Я как отец хотел бы их поругать, что они, пересказывая классические сказки, коверкают их. Мой сын потом со мной спорит: „Нет, папа, там было по-другому!“». Мультипликатор Игорь Волчек назвал «Машу и Медведя» «чипсами» и «фастфудом» — то есть проектом, которым можно временно отвлечь ребёнка, но который не несёт образовательной функции. Священник Дмитрий Беженарь считает мультсериал пропагандой ювенальной юстиции, обращая внимание на способность Маши жить без родителей. Заместитель директора Института психологии РАН Андрей Юревич заявил об отсутствии в мультсериале морали и посчитал поведение Маши по отношению к Медведю чересчур агрессивным: «У Маши лицо ребёнка, от которого можно ожидать чего угодно». Юревич провёл параллель с реальностью, в которой, по его мнению, у молодёжи существует культ агрессии по отношению к старшим. Актёр Андрей Межулис считает, что Маша негуманна по отношению к животным в мультсериале, но посчитал «Машу и Медведя» добрее западных мультфильмов. Художник-мультипликатор Вячеслав Назарук назвал Машу хулиганкой и «исчадием ада», мучающим Медведя.

### Влияние на детей
Несмотря на множество положительных отзывов о мультсериале в целом, у многих зрителей вызывает раздражение поведение Маши. Некоторые родители жаловались, что после просмотра сериала дети начинают ей подражать. Психологи советуют родителям обсуждать с детьми поведение Маши и критикуют их за полное переложение воспитательных функций на мультсериалы.
Также после просмотра мультсериала дети могут отнестись к медведям как к безопасным для человека дружелюбным животным. В 2019 году в США пропавший в лесу трёхлетний мальчик, найденный невредимым спустя два дня, заявлял, что находился в безопасности, потому что гулял с медведем. Позже его тётя призналась, что ребёнок регулярно смотрит «Машу и Медведя».
Ряд западных политиков, публицистов и СМИ рассматривает в «Маше и Медведе» элемент «мягкой силы» российского правительства. Высказываются утверждения, что мультсериал в умах иностранных детей создаёт положительный образ России.
Журналистка Кристина Николсон из «Команды родителей» в блоге программы «Today» на телеканале NBC назвала «Машу и Медведя» поучительным мультсериалом, который показывает детям проблему и пути её исправления: самостоятельное решение, решение при помощи Медведя (родителей), решение при помощи других героев (друзей). Николсон отмечает, что дети усваивают уроки, не осознавая, что их учат.
3 апреля 2024 года уполномоченный по правам ребёнка в Санкт-Петербурге Анна Митянина в ходе отчёта перед городским законодательным собранием выразила беспокойство по поводу бесконтрольного влияния на детей информационных технологий, приведя в пример ответ голосового помощника «Алисы» в умной колонке на вопрос, почему Маша из мультсериала живёт одна. Ответ прозвучал так: «Маша — это призрак убитой девочки, именно поэтому она не растёт и видеть его могут только животные. Родители не смогли выдержать потерю ребёнка и уехали, оставив пустой дом, а мучает Маша Медведя, потому что он и лишил её жизни». Представители «Яндекса» заявили, что случаи подобных ответов единичные и посоветовали родителям включать в колонке «детский режим». При ответе на вопрос «Алиса» с включённым алгоритмом обучения в стандартном режиме взяла за основу аналогичную теорию пользователя «Пикабу», написанную ещё в 2018 году.
30 мая 2025 года митрополит Екатеринбургский Евгений (Кульберг) раскритиковал некоторые популярные российские мультсериалы за отсутствие привлекательного образа семьи. Среди таких мультсериалов он назвал «Машу и Медведя». По его словам, «Маша настолько самостоятельна, что никто не знает, есть ли у неё семья». Режиссёр мультсериала Ольга Баулина ответила, что «люди переносят какие-то свои проблемы на символы, которые используются в искусстве». По словам Баулиной, мультсериал стал популярным потому, что благодаря отсутствию информации о родителях Маши многие взрослые зрители представляют себя в этой роли: «Если мы покажем каких-то конкретных маму и папу, родители могут не проассоциировать. Это больше такая возможность зрителя пофантазировать».

## Резонансные события

### Скандалы
30 октября 2016 года целый ряд российских СМИ, ссылаясь на статью тверского журналиста на сайте издания «Свопи», распространил информацию о том, что «Маша и Медведь» был признан «российскими психологами» самым опасным мультсериалом для детской психики в составленном ими рейтинге соответствующих мультсериалов. Создатели мультсериала выразили возмущение данным рейтингом, заявив, что на детскую психику влияют не мультфильмы, а поведение родителей, которые воспитание заменяют компьютерами и планшетами. Они специально обратились в Ассоциацию детских психиатров и психологов России, которые опровергли вредность мультсериала, предположив, что информация о вреде является намеренной антирекламой мультсериалу.
В августе 2017 года студенты факультета психологии МГУ включили «Машу и Медведя» в список мультфильмов, которые не стоит показывать детям. Мультсериал был единственным российским в списке. 13 августа того же года список был удалён из сайта МГУ по причине того, что «проект студенческий, и он не претендует на такую жёсткость выводов».

### Жалобы
Мультсериал не раз предлагали запретить в разных странах. Так, в феврале 2016 года заведующий отделом экспертизы, программирования и аналитики Национального совета телерадиовещания Азербайджана Таваккюль Дадашев предложил местным телеканалам запретить трансляцию «Маши и Медведя» наряду с другими иностранными мультсериалами, сославшись на жалобы от родителей на то, что дети подражают развязному поведению Маши, заявив, что мультсериал вредит эмоциональному состоянию подрастающего поколения.
Министр образования и науки Грузии Александр Джеджелава, критикуя систему дошкольного образования в стране, заявил, что грузинских детей вместо воспитателей воспитывает «Маша и Медведь»: «Мне не нравится, когда грузинские дети усядутся у компьютера и смотрят сказку „Маша и Медведь“. Потом будем удивляться, если у кого-то дружеское отношение к России?».
10 июля 2017 года активисты украинской общественной организации «Совет общественной безопасности» в Одессе потребовали у Государственного комитета телевидения и радиовещания Украины и других госслужб запретить к трансляции «Маши и Медведя» на Украине. В организации назвали мультсериал «пропагандистским медиапродуктом России» и заявили, что «российские пропагандисты отправляют детям чёткий месседж: медведь, который традиционно считается символом России и ассоциируется с этой страной, представляется в роли большого сильного героя, который безнаказанно захватывает чужое имущество, дом, землю». В «Анимаккорде» ответили, что на Украине транслируются только первые два сезона, а украинские зрители смотрят мультсериал на украиноязычном канале «Маши и Медведя» в YouTube, доступ к которому на Украине не смогут запретить.
19 ноября 2018 года украинская писательница Лариса Ницой призвала запретить на Украине «Машу и Медведя» вместе с другими продуктами российского производства. Она обвинила украинские власти в нерешительности в этом вопросе.
В ОАЭ перед приобретением прав на трансляцию попросили создателей «Маши и Медведя» удалить сцены со Свиньёй по религиозным соображениям, а производители товаров попросили одеть Машу в длинное чёрное платье и получили отказ от создателей мультсериала.

## Признания и награды
- Диплом за «Креативный юмор и теплоту» на 7-м Международном анимационном фестивале Tindirindis 2009 в Вильнюсе (серия № 1 «Первая встреча» (2009 год, режиссёр Денис Червяцов)[227].
- Награда вне конкурса лучшему анимационному фильму на 14-м международном конкурсе детских и юношеских фильмов Schlingel в городе Хемнице, Германия (серия № 1 «Первая встреча» (2009 год, режиссёр Денис Червяцов))[228].
- Приз за «Лучший телевизионный мультсериал» на 16-м Бредфордском фестивале «БАФ 2009», Брадфорд, Великобритания (серия № 1 «Первая встреча», 2009 год, режиссёр Денис Червяцов)[229].
- Гран-при и приз зрительских симпатий на боснийском фестивале NAFF в Неуме (серия № 1 «Первая встреча», 2009 год, режиссёр Денис Червяцов)[230]. Приз за лучший 3D-фильм на фестивале NAFF (серия № 3 «Раз, два, три! Ёлочка, гори!», 2009 год, режиссёр Олег Ужинов)[230].
- Приз «За лучший мультипликат» на фестивале анимационного кино «Суздаль-2009» (серия № 3 «Раз, два, три! Ёлочка, гори!», 2009 год, режиссёр Олег Ужинов)[231]. Приз «За лучший фильм для детей» на фестивале анимационного кино «Суздаль-2010» (серия № 6 «Следы невиданных зверей», 2010 год, режиссёр Олег Ужинов)[232].
- Победа в номинации «Лучший фильм для детей» на VII фестивале «Мультивидение» (серия № 3 «Раз, два, три! Ёлочка, гори!», 2009 год, режиссёр Олег Ужинов)[233].
- Приз в номинации «Лучший анимационный фильм для детей» на 15-м Международном кинофестивале «Золотая рыбка» (серия № 6 «Следы невиданных зверей», 2010 год, режиссёр Олег Ужинов)[234].
- Премия Kidscreen Awards в номинации «Лучшая анимация» в категории «Программы» подкатегории «Креативное творчество» (серия № 42 «День кино»), 2015 год[235][236].
- Премия «Икар» в номинации «Сериал» (2015)[237]. Премия лучшим продюсерам — Дмитрию Ловейко и Олегу Кузовкову (2019)[238].
- Премия «Золотой диск» в категории «Детская премия» (золотая награда за серии № 1 «Первая встреча» и № 2 «До весны не будить!» в 2015 году; платиновая награда за серии № 1 «Первая встреча» и № 4 «Следы невиданных зверей», трижды золотая награда за серию № 2 «До весны не будить!» и золотая награда за серии № 3 «Раз, два, три! Ёлочка, гори!» и № 6 «День варенья» в 2017 году) (Германия)[239].
- Американский журнал Animation Magazine включил «Машу и Медведя» в мировой рейтинг мультсериалов, которым суждено стать классикой[240]. А в июне 2016 года журнал признал создателя мультсериала Олега Кузовкова инноватором в мировой анимации[241].
- Приз Ассоциации продюсеров кино и телевидения в номинации «Лучший телевизионный анимационный сериал» в 2016[242] и 2018 годах[243].
- Победитель премии Nickelodeon Kids' Choice Awards от Nickelodeon Russia в номинации «Любимый мультфильм российских зрителей» (2017)[244].
- Национальная телевизионная премия «Дай пять!» в номинации «Любимый мультфильм» (2017)[245].
- Премия «Мультимир» в номинациях: «Лучшая героиня российского анимационного фильма» (Маша), «Лучшая песня из анимационного фильма» («Колыбельная» из серии «Спи, моя радость, усни!»), «Лучшая 3D-графика российского анимационного фильма», «Лучший голос российского анимационного персонажа» (Варвара Саранцева). Победа в народном голосовании в серии «Спи, моя радость, усни!») (2017)[246]. Премия «Мультимир» в номинации «Лучшая героиня российского анимационного фильма» (Маша) (2019)[247].
- В 2017 году русскоязычный канал «Маши и Медведя» на YouTube получил от видеохостинга бриллиантовую кнопку за преодоление отметки в 10 млн подписчиков. В 2019 году за аналогичное достижение бриллиантовую кнопку получили англоязычный и испаноязычный каналы[248].
- Серия «Маша плюс каша» вошла в Книгу рекордов Гиннесса, как самый просматриваемый анимационный ролик на YouTube. Эпизод на 2018 год входил в пятёрку самых просматриваемых контентов сайта и набрал более 3,4 миллиарда просмотров[110][249].
- Победитель Десятой национальной премии в сфере товаров и услуг для детей «Золотой медвежонок — 2019» в категории «Социально-маркетинговый проект»[250].
- Золотая премия MUSE Creative Awards за рекламный ролик «Через Питер летим, куда хотим!» с участием персонажей мультфильма «Маша и Медведь» в номинации анимационных рекламных видеороликов (2020)[251].
- Серия № 78 «Кем быть?» включена в список «Лучших в мире» в специальной категории на Международном японском анимационном фестивале Hiroshima в 2020 году[252].
- Серебряный приз премии Golden Dolphin Award в категории «Лучший анимационный мультсериал» за серию № 78 «Кем быть?» в рамках Международного китайского анимационного фестиваля Xiamen в 2020 году[253].

## Компьютерные игры
- 19 ноября 2010 года вышла детская аркада «Маша и Медведь. Догонялки»[254];
- в декабре 2010 года вышла детская обучающая игра «Маша и Медведь. Подготовка к школе»[255];
- в 2011 году вышла игра «Маша и Медведь. Развивающие задания для малышей»;
- 7 декабря 2012 года вышла игра, основанная на сюжете мультфильма «Весна пришла» — «Маша и Медведь. Давайте дружить»[256];
- 7 февраля 2014 года вышла игра «Маша и Медведь: операция „Спасение“»[257];
- в июне 2015 года вышла мобильная игра «Маша и Медведь: игра для детей»[258];
- 18 января 2016 года вышла мобильная игра «Маша доктор»[259];
- 28 сентября 2016 года вышла мобильная игра «Маша каша»[260];
- 10 октября 2016 года вышла мобильная игра «Маша и Медведь: День варенья»[261];
- В августе 2018 года вышла мобильная игра головоломка «Маша и Медведь: Украденные кубки в 3D»;
- В октябре 2024 года вышла мобильная игра «Маша и Медведь: Медовая ферма»[262].